# Чемпионат Финляндии по кёрлингу на колясках 2024
Чемпионат Финляндии по кёрлингу на колясках 2024 года проводился с 15 по 17 сентября 2023 года в городе Харьявалта.
Команда-чемпион получала право представлять Финляндию как её сборная команда на чемпионате мира (группа Б) 2023, который проводился в ноябре 2023 в городе Лохья (Финляндия).
В чемпионате принимали участие 3 команды.
Чемпионами Финляндии стала команда «Rajala» (скип Juha Rajala, ставший чемпионом Финляндии впервые и как скип, и как игрок), серебряные медали выиграла команда «Karjalainen» (скип Маркку Карьялайнен), бронзовые медали — команда «Silas» (скип Valeriina Silas).

## Формат соревнований
Команды играют по круговой системе в два круга, ранжируются по количеству побед; команды с одинаковым количеством побед ранжируются: две команды — по результатам личной встречи, более двух команд — по среднему значению предматчевых тестовых бросков в дом (англ. Draw Shot Challenge, DSC, в сантиметрах; чем меньше величина, тем выше место команды). Если после группового этапа у двух лучших команд одинаковое количество побед и в двух матчах между собой у них по одной победе, то они играют между собой тай-брейк за итоговое 3-е место.
Матчи проводятся в 8 эндов.
Время начала матчей указано местное (UTC+2).

## Команды
| Команда     | Четвёртый        | Третий             | Второй           | Первый         | Кёрлинг-клуб, город         |
| ----------- | ---------------- | ------------------ | ---------------- | -------------- | --------------------------- |
| Karjalainen | Сари Карьялайнен | Маркку Карьялайнен | Jouni Tähti      | Веса Леппянен  | Lappi Kurlinki (Рованиеми)  |
| Rajala      | Juha Rajala      | Harri Tuomaala     | Юрьё Яаскеляйнен | Ritva Lampinen | Tampereen Curling (Тампере) |
| Silas       | Valeriina Silas  | Pekka Pälsynaho    | Tiina Pajunoja   | Tiia Tallgren  | Tampereen Curling (Тампере) |

(скипы выделены полужирным шрифтом)

## Групповой этап
|    | Команда     | A1       | A2       | A3       | В | П | DSC, см | Место |
| -- | ----------- | -------- | -------- | -------- | - | - | ------- | ----- |
| A1 | Karjalainen | *        | 8:1 12:1 | 2:7 4:7  | 2 | 2 | 135,59  | 2     |
| A2 | Silas       | 1:8 1:12 | *        | 3:8 2:10 | 0 | 4 | 125,77  | 3     |
| A3 | Rajala      | 7:2 7:4  | 8:3 10:2 | *        | 4 | 0 | 87,83   | 1     |

Тай-брейк за 1-е место играть не потребовалось.

## Итоговая классификация
| Место | Команда (скип)                   | И | В | П |
| ----- | -------------------------------- | - | - | - |
| 1     | Rajala (Juha Rajala)             | 4 | 4 | 0 |
| 2     | Karjalainen (Маркку Карьялайнен) | 4 | 2 | 2 |
| 3     | Silas (Valeriina Silas)          | 4 | 0 | 0 |